# Коржуков, Сергей Владимирович
Сергей Владимирович Коржуков (12 февраля 1959, Москва — 20 июля 1994, Москва) — советский и российский певец, композитор, поэт, сооснователь, первый солист и лидер группы «Лесоповал».

## Биография
Сергей Коржуков окончил медицинское училище и два года проработал фельдшером на «скорой помощи». Играть на гитаре он начал с пятого класса. Любовь к музыке в конце концов подвигла его бросить медицину и устроиться певцом в ресторан «Эрмитаж». Там он проработал двенадцать лет, пока не встретился с поэтом Михаилом Таничем, отцом-основателем группы «Лесоповал».
Одна из наиболее популярных песен с запоминающейся танцевальной мелодией на музыку Коржукова и стихи Танича — «Узелки» в исполнении Алёны Апиной. Песня стала лауреатом фестиваля «Песня года — 1995», однако композитор до вручения диплома не дожил.
Через 25 лет стала очень популярна песня на стихи Лидии Козловой «Увядшие цветы» в исполнении Дмитрия Прянова, которая продержалась несколько недель на лидирующих позициях в хит-параде радио «Шансон».
Ранним утром 20 июля 1994 года Сергей Коржуков упал с балкона своей квартиры в высотном доме, предположительно совершив самоубийство. Смерть наступила мгновенно от разрыва аорты.
Похоронен на Даниловском кладбище (19 уч.).

## Семья
Мать — Мария Васильевна Коржукова (30.10.1931—06.02.2022), была многолетней прихожанкой церкви на Даниловском кладбище. Умерла в 2022 году и похоронена рядом с сыном.
Отец — Владимир Федосеевич Коржуков.
В 19 лет Сергей Коржуков женился на однокурснице из медицинского училища Наталье. Спустя некоторое время семья распалась. Вторая жена — Людмила (1982—1994).
Сын от первого брака — Артём (1979—2009), музыкант. После развода родителей остался с матерью, которая запретила ему общаться с отцом, однако через некоторое время сын сам начал встречаться с ним. Умер от менингита в возрасте 29 лет.
У Коржукова есть старшая сестра Алёна.

Могила Коржукова на Даниловском кладбище Москвы.

## Дискография

### В составе группы «Лесоповал»
- 1991 — «Я куплю тебе дом»
- 1992 — «Когда я приду»
- 1993 — «Воровской закон»
- 1995 — «Амнистия» (посмертный альбом)

## Видеоклипы
- 1991 — «Я куплю тебе дом»
- 1992 — «Птичий рынок»
- 1992 —  «Тося»
- 1992 —  «Воруй Россия!»
- 1993 — «Первая девочка»

## Творчество
«Лесоповал»:
- Амнистия
- Блины
- Бля
- Брачная газета
- Видеосалон
- Воровайка
- Воровской закон
- Воруй, Россия!
- Вот такой коленкор
- Генриетта
- Год за два
- Доска почёта
- Заповедь
- Картишки
- Кликуха
- Когда я приду…
- Кореша
- Кума
- Лажа
- Лесоповал
- Любовь уходит
- Минин и Пожарский
- Мишаня
- Молитва
- Морячка
- Налог
- Не думай
- Неточка Незванова
- Новоселье
- Первая девочка
- Пивзавод
- Письмо матери
- Побег
- Посылочки
- Птичий рынок
- Пятилетка
- Развод
- Светлана Петровна
- Сентиментальный вальс
- Скоро мне выходить
- Сонечка (ЛТП)
- Спецмолоко
- Стамбул
- Столыпинский вагон
- Сухарики
- Топталочка
- Тося
- Три татуировочки
- Трое
- Тупики
- Ты пиши мне, Маруся
- Форточки-лопатники
- Чалдоночка
- Четыре сбоку
- Чёрные пальчики
- Шалава
- Шмон
- Щипачи
- Я куплю тебе дом

Альбом «Лимита»:
- Парень из нашего города (М.Танич)
- Конкурс красоты (М.Танич)
- Девятиметровушка (М.Танич)
- Не привыкай (Л.Козлова)
- Попутка (М.Танич)
- Полкоечки (М.Танич)
- СП (М.Танич)
- Танцплощадка (Л.Козлова)
- Узелки (М.Танич)
- Верка-Верочка (М.Танич)

Песни на стихи М. И. Танича, не вошедшие в альбом «Лимита» :
- Вот такая наша жизнь (Батюшка)
- Еврейское местечко
- Меньше дыму (Цыганский ковёр)
- Молодые годы
- Кафе (Просто кафе)
- Увядшие цветы

Песни на стихи Л. Н. Козловой:
- Амулет
- Ванька Каин
- Как жаль (романс)
- Миражи
- Разлука
- Река Лета
- Роза красная
- Перекати-поле

Песни на стихи В.Цыганова:
- Блюз упавшей звезды
- Девятый круг
- Дождь-шарманщик
- Сирень

Песни на стихи А.Костина:
- Дон Кихот
- Зимнее воспоминание
- Меня любили
- Рождество
- Просьба